# Jużnyj Gogłandskij
Jużnyj Gogłandskij (ros.: Южный Гогландский) to osada (поселение) w Rosji, w obwodzie leningradzkim, w południowej części wyspy Gogland w Zatoce Fińskiej. Jużnyj Gogłandskij leży na wysokości 15 metrów nad poziomem morza. Znajduje się tu latarnia morska, wybudowana w 1905 roku ku czci cara Mikołaja II. Pierwsza latarnia powstała tu jednak w 1861 roku i została wyposażona w aparat optyczny skonstruowany w Paryżu. Ostatnia modernizacja nowej latarni przeprowadzona została w latach 60. XX wieku.